# Leptospermum deuense
Leptospermum deuense es un arbusto de la familia de las mirtáceas endémico de Nueva Gales del Sur, Australia.

## Descripción
Alcanza un tamaño de hasta unos 1,5 m de altura y tiene hojas elípticas a obovadas de 10 a 30 mm de largo y 6-8 mm de ancho. Las flores, que son solitarias o en parejas, aparecen en febrero en el área de distribución natural de la especie. Estas son seguidas por frutas que miden de 8 a 10 mm de diámetro.

## Cultivo
La especie sólo se ha introducido recientemente para el cultivo, pero ha demostrado ser fácilmente adaptable a una amplia gama de condiciones de suelos y capaces de soportar heladas de -7 °C. Se puede propagar por semillas o esquejes.

## Taxonomía
Leptospermum deuense fue descrita por Joy Thompson y publicado en Telopea 3: 424. 1989.
Etimología
Leptospermum: nombre genérico que viene del griego antiguo "leptos" y "sperma", que significa "semilla fina".
deuense: epíteto geográfico que alude a su localización en el Parque nacional Deua.